# Parlamentswahl in Italien 1919
- PSI: 156
- Sonst.: 1
- PR: 12
- PRI: 9
- PSRI: 6
- PDSI: 60
- PLD: 96
- PPI: 100
- UL: 41
- PdC: 20
- PE: 7

Die Parlamentswahl in Italien 1919 fand am 16. November 1919 statt. Es war die erste Wahl nach dem Ende des Ersten Weltkrieges.
Die Legislaturperiode des gewählten Parlaments dauerte vom 1. Dezember 1919 bis zum 7. April 1921.

## Ergebnisse
10.239.326 Personen (27,3 % der Bevölkerung) besaßen das Wahlrecht. Davon beteiligten sich 5.793.507 (56,6 %) an der Wahl.
| Partei                                                                                          | Anzahl der Stimmen | %      | Mandate |
| ----------------------------------------------------------------------------------------------- | ------------------ | ------ | ------- |
| Partito Socialista Italiano                                                                     | 1.834-792          | 32,3 % | 156     |
| Partito Popolare Italiano                                                                       | 1.167.354          | 20,5 % | 100     |
| Partito Liberale Democratico                                                                    | 904.195            | 15,9 % | 96      |
| Partito Democratico Sociale Italiano                                                            | 622.310            | 10,9 % | 60      |
| Unione Liberale                                                                                 | 490.384            | 8,6 %  | 41      |
| Partito dei Combattenti                                                                         | 232.923            | 4,1 %  | 20      |
| Partito Radicale Italiano                                                                       | 110.697            | 1,9 %  | 12      |
| Partito Economico                                                                               | 87.450             | 1,5 %  | 7       |
| Partito Socialista Riformista Italiano                                                          | 82.157             | 1,4 %  | 6       |
| PPI-Dissidenten                                                                                 | 65.421             | 1,2 %  | 0       |
| Partito Repubblicano Italiano                                                                   | 53.197             | 0,9 %  | 9       |
| Unabhängige Sozialisten                                                                         | 33.938             | 0,6 %  | 1       |
| Insgesamt                                                                                       | 5.793.492          | 100    | 508     |
| Quelle: Statistica delle elezioni generali politiche per la XXV legislatura. (16 novembre 1919) |                    |        |         |

Spätestens jetzt wurde das alte Parteienspektrum abgelöst. Die Liberalen wurden nun abgewählt und die PSI wurde zum ersten Mal stärkste Partei. Die Wahl zur Deutschen Nationalversammlung und die Wahl zur Konstituierenden Nationalversammlung 1919 in Österreich zeigte ähnliche Gewinne der Sozialdemokraten, Katholiken und Linksliberale und Verluste der bisherigen Regierungsparteien bzw. regierungstreue (meist nationalliberal-konservative) Parteien.